# Crimes de guerra soviéticos
Crimes de guerra soviéticos foram perpetrados pela União Soviética e suas forças armadas de 1919 a 1991 e incluem atos cometidos pelo Exército Vermelho, bem como pelo NKVD e suas tropas internas. Em alguns casos, esses atos foram cometidos sob as ordens do Secretário-Geral Josef Stalin, em conformidade com a política soviética do Terror Vermelho, em outros casos, eles foram cometidos sem ordens por tropas soviéticas contra prisioneiros de guerra ou civis de países que estiveram em conflito armado com a URSS, ou foram cometidos durante o movimento de resistência partisan.
Um número significativo desses incidentes ocorreu no norte e leste da Europa antes, durante e após a II Guerra Mundial, envolvendo execuções sumárias e o assassinato em massa de prisioneiros de guerra, como no massacre de Katyn e estupros em massa por tropas em territórios ocupados pelo exército vermelho (oficialmente denominado "exército soviético" desde 1946).
Quando os Aliados da Segunda Guerra Mundial estabeleceram o Tribunal Militar Internacional no pós-guerra para examinar os crimes de guerra cometidos durante o conflito pela Alemanha Nazista, com funcionários da União Soviética que participaram ativamente dos processos judiciais, não houve investigações das forças soviéticas. Nenhuma acusação foi feita contra suas tropas, porque eles também eram um poder invicto que então mantinha a Europa Oriental sob ocupação militar, prejudicando a autoridade histórica e a atividade do tribunal como sendo, em parte, a justiça dos vencedores.
Numa entrevista de Junho de 2017, o presidente russo, Vladimir Putin, reconheceu os "horrores do stalinismo", mas também criticou a "demonização excessiva de Stalin" por "inimigos da Rússia".

## Cenário
A União Soviética não reconheceu as assinaturas do Império Russo nas Convenções de Haia de 1899 e 1907 como válidas, e recusou-se reconhecê-las até 1955. Isso criou uma situação em que os crimes de guerra das forças armadas soviéticas poderiam, eventualmente, ser racionalizados. A recusa soviética de reconhecer as convenções de Haia também deu à Alemanha Nazista a justificativa para o tratamento desumano dado aos militares soviéticos capturados.

## Antes da Segunda Guerra Mundial

### Vítimas na União Soviética

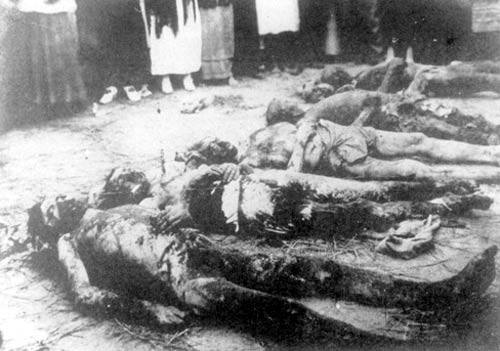
Vítimas do terror vermelho em Kherson, 1918.

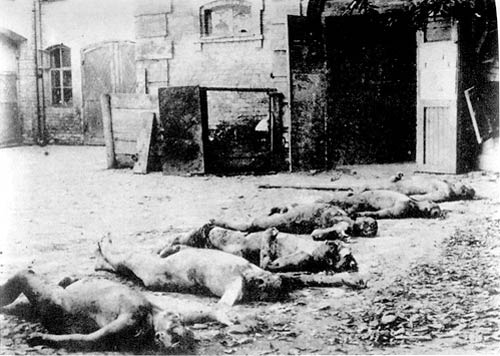
Vítimas do terror vermelho

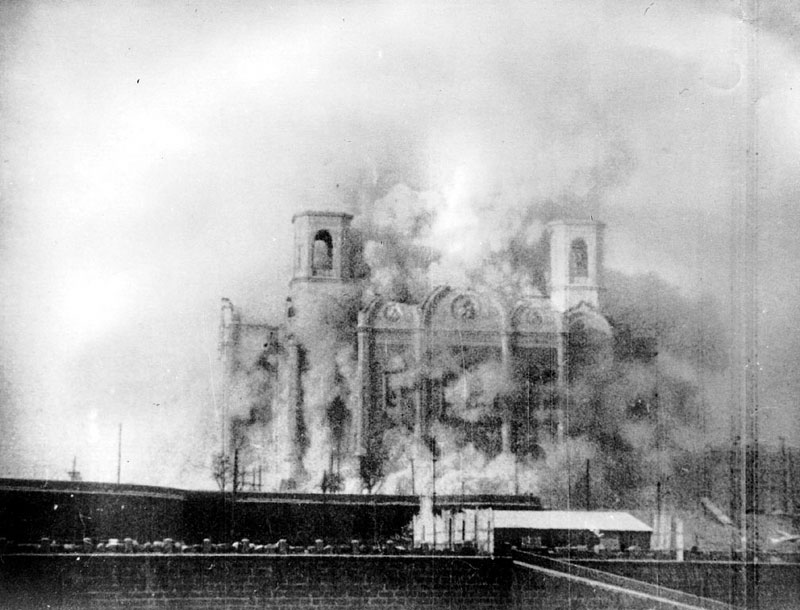
Demolição da Catedral de Cristo Salvador em Moscou sob ordens de Stalin, 5 de Dezembro de 1931 (ver: Perseguição aos Cristãos na União Soviética).

Vários estudiosos estimam o número de execuções durante o Terror Vermelho pela Tcheka, a antecessora do NKVD, em cerca de 250.000. Alguns acreditam que é possível que mais pessoas tenham sido assassinadas pela Tcheka do que o número de pessoas que morreram em combate.
Entre 1921 e 1922, Mikhail Tukhachevsky, comandante militar e futura vítima do Grande Expurgo de Josef Stalin, comandou a campanha do Exército Vermelho contra a revolta de Tambov. Tukhachevsky rotineiramente executou prisioneiros sem julgamento  e também usou gás venenoso contra alvos civis. Por estas razões, Simon Sebag Montefiore acusou Tukhachevsky de ser "tão implacável quanto qualquer bolchevique."

### Vítimas judaicas
Os primeiros líderes soviéticos denunciaram publicamente o antissemitismo. William Korey escreveu: "A discriminação antijudaica tornou-se parte integrante da política estatal soviética desde o final dos anos 1930." Esforços eram feitos pelas autoridades soviéticas para conter fanatismo antijudeu, notavelmente durante a guerra civil russa, sempre que as unidades do Exército Vermelho perpetraram pogroms, bem como durante a Guerra Polaco-Soviética de 1919-1920 em Baranavichy (Bielorrússia). Apenas um pequeno número de pogroms foram atribuídos ao Exército Vermelho, com a grande maioria dos atos "coletivamente violentos" no período que sendo cometidos por forças anticomunistas e nacionalistas.
Os pogroms foram condenados pelo alto comando do Exército Vermelho e as unidades culpadas foram desarmadas, enquanto que pogromistas individuais foram castigados por tribunais. Os condenados foram executados. Embora os pogroms das unidades ucranianas do Exército Vermelho ainda tenham ocorrido depois disto, os judeus consideravam o Exército Vermelho como a única força disposta a protegê-los. Estima-se que 3.450 judeus ou 2,3 por cento das vítimas judaicas mortas durante a Guerra Civil Russa foram assassinados pelos exércitos bolcheviques. Em comparação, de acordo com o Relatório Morgenthau, um total de cerca de 300 judeus foram mortos em todos os incidentes envolvendo a responsabilidade polonesa. A comissão também descobriu que as autoridades, militares e civis, polonesas fizeram o seu melhor para evitar tais incidentes e a sua recorrência no futuro. O relatório Morgenthau afirmou que algumas formas de discriminação contra os judeus eram de natureza política e não antissemita e evitava especificamente usar o termo "pogrom", observando que o uso do termo era aplicado a uma grande variedade de excessos e também não tinha uma definição específica.

## Exército Vermelho e NKVD

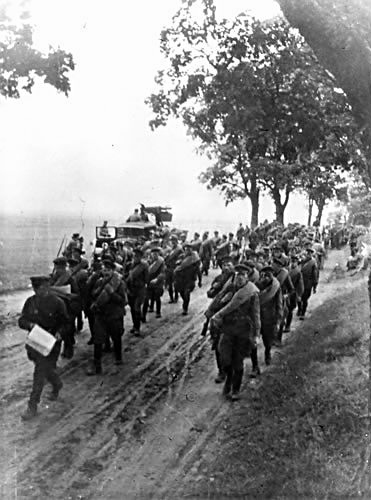
Invasão soviética da Polônia. Avanço de tropas do Exército Vermelho.

Em 6 de Fevereiro de 1922, a Tcheka foi substituída pela Administração Política Estatal (OGPU), uma seção do NKVD. A função declarada do NKVD era proteger a segurança do estado, que foi realizada pela perseguição política em larga escala de "inimigos de classe". O Exército Vermelho freqüentemente deu apoio à NKVD na implementação da repressão política na União Soviética. Como uma força de segurança interna e um contingente de guardas nas prisões do Gulag, as tropas internas reprimiram os dissidentes políticos e se envolveram em crimes de guerra durante períodos de hostilidades militares em toda a história da União Soviética. Eles foram especificamente responsáveis por manter o regime político no sistema Gulag e realizar deportações em massa e transferências populacionais dentro do país. O último visou uma série de grupos étnicos que as autoridades soviéticas presumiram serem hostis às suas políticas e provavelmente colaborar com o inimigo, incluindo chechenos, tártaros da Crimeia e coreanos.
À medida que o Exército Vermelho se retirou após o ataque alemão de 1941 (Operação Barbarossa), numerosos relatos de crimes de guerra cometidos pelas forças armadas soviéticas contra soldados capturados da Wehrmacht alemã e da Luftwaffe desde o início das hostilidades foram documentados em milhares de arquivos do departamento de crimes de guerra da Wehrmacht, criado em Setembro de 1939 para investigar as violações das convenções de Haia e de Genebra pelos inimigos da Alemanha Nazista. Entre os massacres soviéticos melhor documentados estão aqueles em Broniki (Polônia, Junho de 1941), Teodósia (Crimeia, Dezembro de 1941) e Grishino (atual Pokrovsk, Ucrânia, 1943).
Nos territórios ocupados, o NKVD realizou prisões em massa, deportações e execuções. Os alvos incluíam os colaboradores da Alemanha e os membros dos movimentos de resistência anticomunista, como o Exército Insurreto Ucraniano (UPA) na Ucrânia, os irmãos da floresta na Estônia, Letônia e Lituânia e, a Armia Krajowa polonesa. O NKVD também conduziu o massacre de Katyn, executando sumariamente mais de 20.000 oficiais militares poloneses prisioneiros entre Abril e Maio de 1940.
Os crimes de guerra das forças armadas soviéticas contra civis e prisioneiros de guerra nos territórios ocupados pela URSS entre 1939 e 1941 em regiões como a Ucrânia ocidental, os países bálticos e a Bessarábia na Romênia, juntamente com os crimes de guerra em 1944-1945, ocorrem nestes países. Desde a dissolução da União Soviética, uma discussão mais sistemática, porém contida localmente, desses eventos ocorreu.
Os soviéticos empregaram gás mostarda durante a invasão soviética de Xinjiang (1934). Civis foram mortos por bombas convencionais durante a invasão.

## II Guerra Mundial

### Estônia
De acordo com o pacto Molotov-Ribbentrop, a Estônia foi ilegalmente anexada pela URSS em 6 de Agosto de 1940 e renomeada República Socialista Soviética da Estônia. Em 1941, cerca de 34 mil estonianos foram recrutados para o Exército Vermelho, dos quais menos de 30% sobreviveram à guerra. Não mais da metade desses homens foram recrutados para o serviço militar. O restante pereceu concentrado no sistema Gulag, campos e batalhões de trabalho, principalmente nos primeiros meses da guerra. Depois que ficou claro que a invasão alemã da Estônia seria bem sucedida, os prisioneiros políticos que não poderiam ser evacuados foram executados pelo NKVD, para que não pudessem entrar em contato com o governo nazista. Mais de 300 mil cidadãos da Estônia, quase um terço da população da época, foram afetados por deportações, prisões, execução e outros atos de repressão. Como resultado da anexação pela União Soviética, a Estônia perdeu permanentemente pelo menos 200 mil pessoas ou 20% de sua população para repressão, êxodo e guerra.
As repressões políticas soviéticas na Estônia foram respondidas pela resistência armada dos irmãos da floresta, composta por ex-recrutas da 20.ª Divisão de Granadeiros Waffen SS (1.ª Estónia), milícias Omakaitse e voluntários do 200º Regimento de Infantaria Finlandês que lutaram uma guerra de guerrilha, que não foi completamente suprimida até o final da década de 1950 . Além das perdas humanas e materiais esperadas sofridas devido à luta, até o final desse conflito dezenas de milhares de pessoas foram deportadas, juntamente com centenas de prisioneiros políticos e milhares de civis perderam a vida.

#### Deportações em massa
Dezenas de milhares de cidadãos estonianos foram deportados durante a ocupação soviética. As deportações eram predominantemente para a Sibéria e o Cazaquistão por meio de vagões de gado, sem anúncio prévio, enquanto os deportados recebiam poucas horas da noite, na melhor das hipóteses, para arrumar seus pertences e eram separados de suas famílias, geralmente também enviados para o leste. O procedimento foi estabelecido pelas Instruções Serov. Os estonianos que residiam em oblast de Leningrado já eram submetidos a deportação desde 1935.

#### Batalhões de destruição
Em 1941, para implementar a política de terra arrasada de Stalin, foram formados os batalhões de destruição nas regiões ocidentais da União Soviética. Na Estônia, eles mataram milhares de pessoas, incluindo uma grande proporção de mulheres e crianças, enquanto queimavam dezenas de aldeias, escolas e edifícios públicos. Um jovem estudante chamado Tullio Lindsaar teve todos os ossos nas mãos quebrados e morto com baioneta por levantar a bandeira da Estônia. Mauricius Parts, filho do veterano da Guerra da Independência da Estônia, Karl Parts, foi mergulhado em ácido. Em Agosto de 1941, todos os moradores da aldeia de Viru-Kabala morreram, incluindo uma criança de dois anos e uma criança de seis dias de idade. Uma guerra partisan estourou em resposta às atrocidades dos batalhões de destruição, com dezenas de milhares de homens unindo-se aos irmãos da floresta para proteger a população local desses batalhões. Ocasionalmente, os batalhões queimavam pessoas vivas. Os batalhões de destruição mataram 1.850 pessoas na Estônia. Quase todos eram partisans ou civis desarmados.
Outro exemplo das ações dos batalhões de destruição é o massacre de Kautla, onde vinte civis foram assassinados e dezenas de fazendas destruídas. Muitas pessoas foram mortas após tortura. O baixo número de mortes em comparação com o número de fazendas queimadas é devido ao grupo de reconhecimento de longo alcance finlandês Erna luuregrupp, que rompeu o bloqueio do Exército Vermelho na área, permitindo que muitos civis escapassem.

### Letônia
Em 23 de Agosto de 1939, a URSS e a Alemanha Nazista assinaram o acordo de não agressão Molotov-Ribbentrop. A Letônia foi incluída na esfera de influência soviética. Em 17 de Junho de 1940, a Letônia foi ocupada pelas forças soviéticas. O governo de Karlis Ulmanis foi removido e eleições fraudulentas foram realizadas em 21 de Junho de 1940, com apenas um partido político listado, para "eleger" um parlamento falso que fez uma resolução para se juntar à União Soviética, com a resolução já elaborada em Moscou antes da eleição. A Letônia tornou-se parte da União Soviética em 5 de Agosto e, em 25 de Agosto, todas as pessoas na Letônia se tornaram cidadãos da União Soviética. O Ministério das Relações Exteriores foi fechado isolando a Letônia do resto do mundo.
De acordo com o pacto Molotov-Ribbentrop, as tropas soviéticas invadiram a Letônia em 17 de Junho de 1940 que posteriormente foi incorporada a União Soviética como a República Socialista Soviética da Letônia.
Em 14 de Junho de 1941, milhares de pessoas foram tiradas de suas casas, carregadas em trens de carga e levadas para a Sibéria. Famílias inteiras, mulheres, crianças e idosos foram enviadas para campos de morte na Sibéria. O crime foi perpetrado pelo regime de ocupação soviético sob ordens das autoridades em Moscou. Antes da deportação, o Comissariado dos Povos estabeleceu grupos operacionais que realizaram apreensões, busca e apreensão de imóveis. Os arrestos ocorreram em todas as partes da Letônia, incluindo as zonas rurais.

### Lituânia
A Lituânia e os outros estados bálticos, foram vítimas do pacto Molotov-Ribbentrop. Este acordo foi assinado entre a URSS e a Alemanha Nazista em Agosto de 1939, levando primeiro que a que a Lituânia fosse invadida pelo Exército Vermelho em 15 de Junho de 1940 e depois a sua anexação e incorporação na União Soviética em 3 de Agosto de 1940. A anexação soviética resultou num terror em massa, negação de liberdades civis, destruição do sistema econômico do país e a supressão da cultura lituana. Entre 1940 e 1941, milhares de lituanos foram presos e centenas de prisioneiros políticos foram arbitrariamente executados. Mais de 17 mil pessoas foram deportadas para a Sibéria em Junho de 1941. Após o ataque alemão à União Soviética, o incipiente aparelho político soviético foi destruído ou recuou para o leste. A Lituânia foi então ocupada pela Alemanha Nazista por pouco mais de três anos. Em 1944, a União Soviética reocupou a Lituânia. Após a II Guerra Mundial e a subseqüente supressão dos irmãos da floresta da Lituânia, as autoridades soviéticas executaram milhares de combatentes da resistência e civis acusados de ajudá-los. Cerca de 300 mil lituanos foram deportados ou condenados em termos de prisões por motivos políticos. Estima-se que a Lituânia perdeu cerca de 780 mil cidadãos como resultado da ocupação soviética, sendo cerca de 440 mil refugiados de guerra.
O número estimado de mortes nas prisões e acampamentos soviéticos entre 1944 e 1953 foi de pelo menos 14.000. O número estimado de mortes entre os deportados entre 1945 e 1958 foi de 20.000, incluindo 5.000 crianças.
Durante a restauração da independência lituana entre 1990 e 1991, o exército soviético matou 13 pessoas em Vilnius durante os eventos de Janeiro.

### Polônia

#### 1939-1941

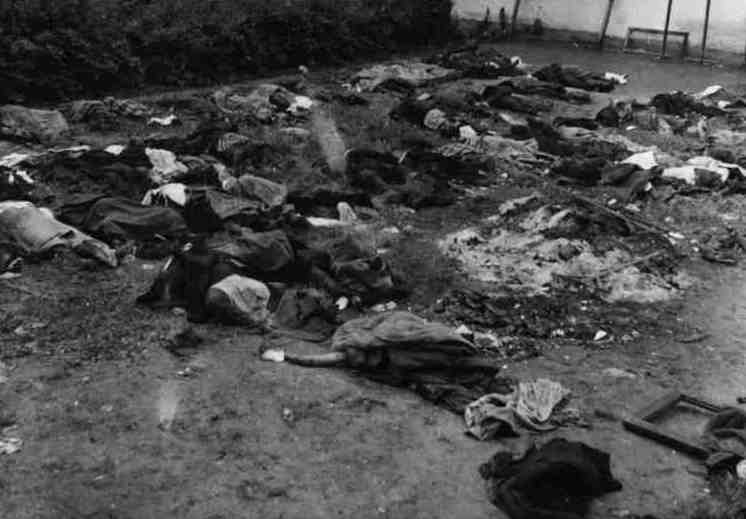
Prisioneiros vítimas de massacres do NKVD em Junho de 1941.

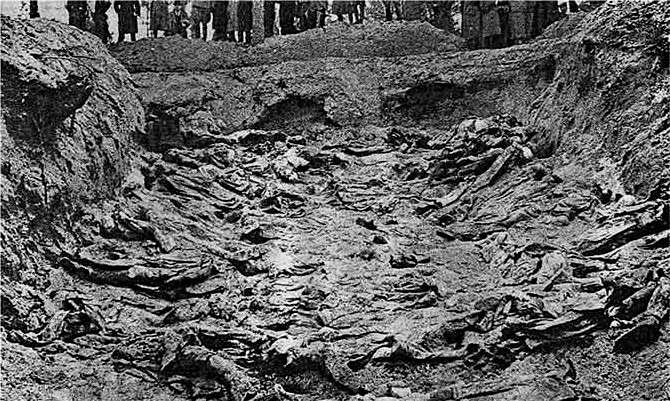
Uma das valas comuns em Katyn, onde o NKVD massacrou milhares de militares, policiais, intelectuais e prisioneiros de guerra civis poloneses.

Em Setembro de 1939, o Exército Vermelho invadiu o leste da Polônia e ocupou-o de acordo com os protocolos secretos do Pacto Molotov-Ribbentrop. Os soviéticos ocuparam mais tarde os estados bálticos e partes da Romênia, incluindo Bessarabia e o norte de Bukovina.
O historiador alemão Thomas Urban  escreve que a política soviética em relação às pessoas que ficaram sob seu controle em áreas ocupadas era dura, apresentando fortes elementos de limpeza étnica. As forças-tarefa do NKVD seguiram o Exército Vermelho para remover "elementos hostis" dos territórios conquistados no que era conhecido como a "revolução enforcada". O historiador polonês, o prof. Tomasz Strzembosz, notou paralelos entre o Einsatzgruppen nazista e essas unidades soviéticas. Muitos civis tentaram escapar das incursões do NKVD que, em polonês eram conhecidas como Łapanka. Os que não conseguiam eram levados sob custódia e depois deportados para a Sibéria, desaparecendo nos Gulags.
A tortura foi utilizada em grande escala em várias prisões, especialmente nas prisões localizadas em pequenas cidades. Prisioneiros eram escaldados com água fervente em Bibrka (Ucrânia); em Peremyshliany (Ucrânia), narizes, orelhas e dedos das pessoas foram cortados e olhos também eram arrancados; em Chortkiv (Polônia), os seios das mulheres reclusas eram cortados; e em Drohobych (Ucrânia), as vítimas eram atadas juntas com arame farpado. Ocorreram atrocidades similares em Samborzec (Polônia), Ivano-Frankivsk (Ucrânia), Stryi (Ucrânia) e Zolochiv (Ucrânia). Segundo o historiador, o prof. Jan T. Gross:
| “ | Não podemos evitar a conclusão: os órgãos de segurança do estado soviético torturaram seus prisioneiros não só para extrair confissões, mas também para matá-los. Não que o NKVD tivesse sádicos em suas fileiras que haviam fugido do controle. Em vez disso, este era um procedimento amplo e sistemático. | ” |
|   | — Jan T. Gross . |   |

De acordo com o sociólogo, Prof. Tadeusz Piotrowski, durante os anos de 1939-1941, foram deportados cerca de 1,5 milhão de habitantes das áreas controladas pelos soviéticos da antiga Polônia oriental, dos quais 63,1% eram poloneses ou outras nacionalidades e 7,4% eram judeus. Apenas um pequeno número desses deportados sobreviveu à guerra e retornou. De acordo com o professor americano Carroll Quigley, pelo menos um terço dos 320 mil prisioneiros de guerra poloneses capturados pelo Exército Vermelho em 1939 foram assassinados.
Estima-se que entre 10 e 35 mil prisioneiros foram mortos em prisões ou em trens para prisões na União Soviética em poucos dias após 22 de Junho de 1941 (prisões: Brygidki, Zolochiv, Dubno, Drohobych, e outras).

#### 1944-1945
Na Polônia, as atrocidades nazistas alemãs terminaram no final de 1944, mas foram substituídas pela opressão soviética com o avanço das forças do Exército Vermelho. Os soldados soviéticos costumavam envolver-se em pilhagens, estupros e outros crimes contra os poloneses, fazendo com que a população temesse e odiasse o regime.
Soldados do Armia Krajowa (movimento de resistência polonesa), foram perseguidos e presos pelas forças russas. A maioria das vítimas foi deportada para os Gulags na região de Donetsk. Em 1945, o número de membros do Estado Secreto Polaco que foram deportados para a Sibéria e vários campos de trabalho na União Soviética atingiram 50 mil. Unidades do Exército Vermelho realizaram campanhas contra partisans e civis poloneses. Durante a operação Augustów em 1945, mais de 2.000 poloneses foram capturados e cerca de 600 deles, presume-se, morreram sob custódia soviética. Os grupos de resistência anticomunista do pós-guerra na Polônia, eram pejorativamente denominados como soldados malditos. Era uma prática soviética comum acusar suas vítimas de serem "fascistas" para justificar suas sentenças de morte. Esta tática soviética era mentirosa pelo fato de que praticamente todos os acusados haviam lutado, na realidade, contra a Alemanha Nazista desde Setembro de 1939. Naquele momento, os soviéticos já colaboravam com os alemães por mais de 20 meses antes da Operação Barbarossa começar. Precisamente, portanto, estes poloneses foram julgados capazes de resistir aos soviéticos, da mesma forma que eles haviam resistido os nazistas. Após a guerra, uma aparência mais elaborada de justiça foi dada sob a jurisdição da República Popular da Polônia, orquestrada pelos soviéticos com provas forjadas. Estes foram organizados após as vítimas terem sido presas sob falsas acusações pelo NKVD ou outras organizações soviéticas de controle e segurança, como o Ministério da Segurança Pública. Foram emitidas pelo menos 6.000 sentenças de morte políticas, e a maioria delas foram executadas. Estima-se que mais de 20 mil pessoas morreram nas prisões comunistas. Exemplos famosos incluem Witold Pilecki e Emil August Fieldorf.
A atitude dos militares soviéticos em relação aos poloneses étnicos era menos dura do que sua atitude em relação aos alemães, mas não era exatamente melhor. A escala de estupro das mulheres polonesas em 1945 levou a uma pandemia de doenças sexualmente transmissíveis. Embora o número total de vítimas continue sendo uma questão de especulação, os arquivos e estatísticasdo Ministério da Saúde da Polônia indicam que ele pode ter excedido 100.000. Na Cracóvia, a entrada soviética na cidade foi acompanhada por estupros em massa de mulheres e meninas polonesas, bem como o saque de propriedade privada pelos soldados do Exército Vermelho. Esse comportamento chegou a tal escala que até mesmo os comunistas poloneses instalados pela União Soviética enviaram uma carta de protesto a Stalin, enquanto missas eram realizadas nas igrejas, na expectativa de uma retirada soviética.

### Finlândia

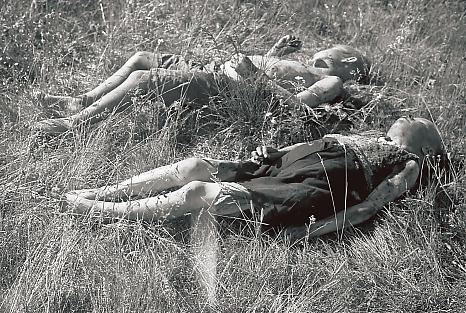
Crianças finlandesas assassinadas por partisans soviéticos em Seitajärvi na Lapônia finlandesa, em 1942.

Entre 1941 e 1944, unidades partisans soviéticas realizaram incursões no interior do território finlandês, atacando aldeias e outros alvos civis. Em Novembro de 2006, autoridades finlandesas revelaram ao público fotografias que mostram atrocidades soviéticas. Estas incluem imagens de mulheres e crianças assassinadas. Os partisans geralmente executavam seus prisioneiros, militares e civis, após um rápido interrogatório.
Cerca de 3.500 prisioneiros de guerra finlandeses, dos quais cinco eram mulheres, foram capturados pelo Exército Vermelho. A taxa de mortalidade é estimada em cerca de 40%. As causas mais comuns de morte foram fome, frio e condições desumanas no transporte.

### URSS

#### Retirada das forças soviéticas em 1941
As deportações, execuções sumárias de prisioneiros políticos e a queima de alimentos e aldeias ocorreram quando o Exército Vermelho recuou perante o avanço das forças do Eixo em 1941. Nos Estados Bálticos, Bielorrússia, Ucrânia e Bessarábia, o NKVD e unidades anexas do Exército Vermelho massacraram prisioneiros e adversários políticos antes de fugir das forças avançadas do Eixo.

#### Calmúquia
Durante a operação "Ulussy" (Операция "Улусы" - deportações na Calmúquia de 1943), a deportação da maioria das pessoas de nacionalidade calmuque na URSS e mulheres russas casadas com calmucos, excluindo mulheres calmucas casadas com homens de outras etnias, cerca de metade (97-98.000) dos calmucos deportados para a Sibéria morreram antes de terem permissão para voltar para casa em 1957.

### Alemanha
De acordo com o historiador Norman Naimark, as declarações nos jornais militares soviéticos e as ordens do alto comando soviético foram conjuntamente responsáveis pelos excessos do Exército Vermelho. A propaganda na União Soviética proclamava que o Exército Vermelho entrava na Alemanha como vingador para punir todos os alemães.
Alguns historiadores contestam isso, referindo-se a um decreto emitido em 19 de Janeiro de 1945, que exigia a prevenção de maus-tratos a civis. Uma ordem do conselho militar da 1ª Frente Bielorrússa, assinada pelo marechal Rokossovsky, ordenou a execução, na cena do crime, de saqueadores e estupradores. Um pedido emitido por Stavka em 20 de Abril de 1945 disse que era necessário manter boas relações com civis alemães para diminuir a resistência e acabar com as hostilidades.

#### Assassinatos de civis

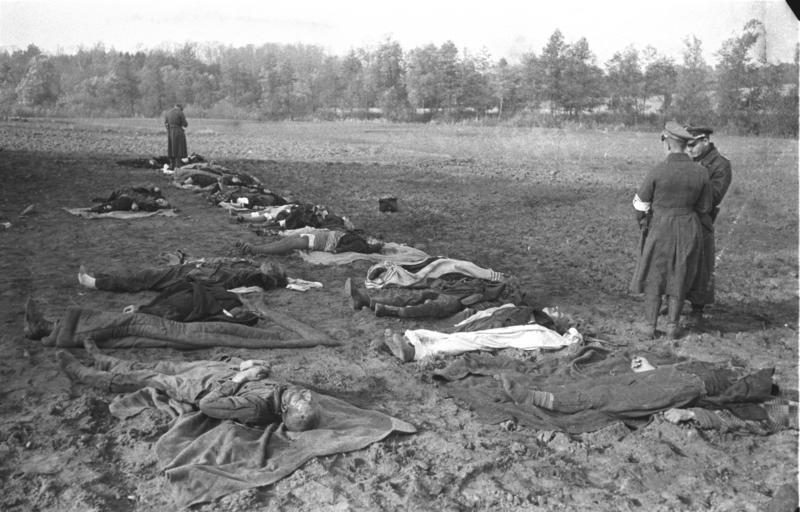
Vítimas civis do massacre de Nemmersdorf.

Em várias ocasiões durante a Segunda Guerra Mundial, soldados soviéticos incendiaram edifícios, aldeias ou áreas urbanas, e e usavam força mortal contra os locais que tentavam apagar os incêndios. A maioria das atrocidades do Exército Vermelho só ocorreu no que era considerado território hostil (como no massacre de Przyszowice). Soldados do Exército Vermelho, juntamente com membros do NKVD, frequentemente saqueavam trens de transporte alemães na Polônia em 1944 e 1945.
Para os alemães, a evacuação organizada de civis antes do avanço do Exército Vermelho foi adiada pelo governo nazista, de modo a não desmoralizar as tropas, que agora estavam lutando em seu próprio país. A propaganda nazista - originalmente destinada a endurecer a resistência civil, descrevendo as atrocidades do Exército Vermelho com detalhes sangrentos, como o massacre de Nemmersdorf - muitas vezes falhou e criou o pânico. Sempre que possível, assim que a Wehrmacht recuava, civis locais começaram a fugir para o oeste por conta própria.
Fugindo antes do avanço do Exército Vermelho, grande número de habitantes das províncias alemãs da Prússia Oriental, Silésia e Pomerânia morreram durante as evacuações, uns de frio e fome, outros em meio aos combates. Uma porcentagem significativa desse número de mortos ocorreu quando as colunas de evacuação encontraram unidades do Exército Vermelho. Civis foram atropelados por tanques, alvejados ou assassinados de outra forma. Mulheres e jovens eram estupradas e deixadas para morrer.
Além disso, os aeronaves da Força Aérea Soviética voavam em missões que visavam colunas de refugiados.

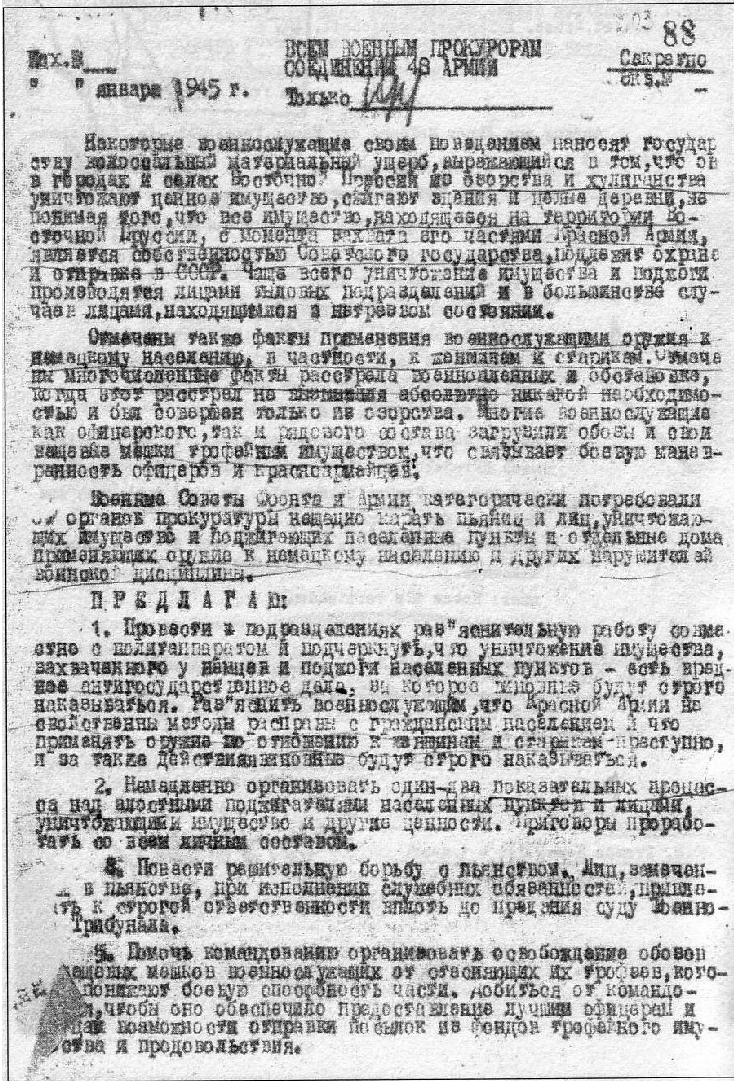
Janeiro de 1945: ordem executiva soviética aos promotores militares do 48º Exército para tomar medidas legais contra o saque desenfreado, a queima de casas e o assassinato de civis pelos soldados do Exército Vermelho. Transcrição disponível na descrição da imagem.

Embora as execuções em massa de civis pelo Exército Vermelho raramente tenham sido relatadas publicamente, há um incidente conhecido em Treuenbrietzen, onde pelo menos 88 moradores homens foram detidos e fuzilados em 1 de Maio de 1945. O incidente ocorreu após uma celebração de vitória em que muitas jovens de Treuenbrietzen foram estupradas e um tenente-coronel do Exército Vermelho foi baleado por um assaltante desconhecido. Algumas fontes afirmam que cerca de 1.000 civis podem ter sido executados durante o incidente.  
O primeiro prefeito do distrito de Charlottenburg em Berlim, Walter Kilian, nomeado pelos soviéticos após a guerra, informou o saque extenso praticado por soldados do exército vermelho na área: "indivíduos, lojas de departamento, lojas, apartamentos... todos foram roubados." 
Na zona de ocupação soviética na Alemanha, membros do SED (Partido Socialista Unificado da Alemanha) relataram a Stalin que saques e violações por soldados soviéticos poderiam resultar numa reação negativa da população alemã em relação à União Soviética e ao futuro do socialismo na Alemanha Oriental. Diz-se que Stalin reagiu com raiva: "Não tolerarei que ninguém arraste a honra do Exército Vermelho para a lama".
Consequentemente, todas as evidências - relatórios, fotos e outros documentos sobre o saque, estupro, queima de fazendas e aldeias pelo Exército Vermelho - foram excluídos de todos os arquivos na futura República Democrática Alemã.
Um estudo publicado pelo governo alemão em 1989, estimou que o número de mortos entre civis alemães na Europa Oriental era de 635 mil. Com 270.000 mortes como resultado de crimes de guerra soviéticos, 160.000 mortes ocorreram nas mãos de várias nacionalidades durante a expulsão dos alemães após a Segunda Guerra Mundial e 205.000 mortes resultantes do trabalho forçado de alemães na União Soviética. Esses números não incluem pelo menos 125,000 civis mortos na Batalha de Berlim.

#### Estupros em massa
As estimativas ocidentais do número rastreável de vítimas de estupro variam de duzentos mil a dois milhões. Após a ofensiva no Vistula–Oder, ocorreram estupros em massa por homens soviéticos em todas as principais cidades tomadas pelo Exército Vermelho. Mulheres eram estupradas coletivamente por várias dezenas de soldados durante a libertação da Polônia. Em alguns casos, as vítimas que não se escondiam nos porões durante o dia eram estupradas até 15 vezes. De acordo com o historiador Antony Beevor, após a captura do Exército Vermelho de Berlim em 1945, tropas soviéticas estupraram mulheres e meninas alemãs com menos de oito anos.
O argumento de "vingança" é contestado por Beevor, pelo menos no que diz respeito às violações em massa. Beevor escreveu que soldados do Exército Vermelho também estupraram as mulheres soviéticas e polonesas libertadas dos campos de concentração, e ele afirma que isso prejudica o argumento de vingança.
De acordo com Norman Naimark, após o verão de 1945, soldados soviéticos detidos por estupro de civis geralmente receberam punições que iam desde a prisão até a execução. No entanto, Naimark afirma que as violações continuaram até o inverno de 1947-1948, quando as autoridades de ocupação soviética finalmente confinaram as tropas em acampamentos fortemente vigiados. Naimark concluiu que "a psicologia social das mulheres e dos homens na zona de ocupação soviética foi marcada pelo crime de estupro nos primeiros dias da ocupação, através da fundação da RDA do outono de 1949 até, pode-se argumentar, o presente. "
De acordo com Richard Overy, os russos se recusaram a reconhecer os crimes de guerra soviéticos, em parte "porque eles sentiram que muito disso era uma vingança justificada contra um inimigo que cometeu muito pior, e em parte foi porque eles estavam escrevendo a história dos vencedores. "

### Hungria
De acordo com o pesquisador e autor Krisztián Ungváry, cerca de 38 mil civis foram mortos durante o cerco de Budapeste: cerca de 13 mil em ações militares e 25 mil de fome, doenças e outras causas. Incluído no último número são cerca de 15.000 judeus, em grande parte vítimas de execuções pela SS e por esquadrões da morte do Partido da Cruz Flechada. Ungváry escreve que quando os soviéticos finalmente reivindicaram a vitória, eles iniciaram uma orgia de violência, incluindo o roubo de qualquer coisa que pudessem colocar as mãos, execuções aleatórias e estupros em massa. As estimativas do número de vítimas de estupro variam de 5.000 a 200.000. De acordo com Norman Naimark, meninas húngaras eram seqüestradas e levadas para os quartéis do Exército Vermelho, onde eram presas, violadas repetidamente e, às vezes, assassinadas.
Mesmo funcionárias de embaixadas de países neutros foram sequestradas e estupradas, como foi documentado quando soldados soviéticos atacaram a legação sueca na Alemanha.
Um relatório da legação suíça em Budapeste descreve a entrada do Exército Vermelho na cidade:
| “ | Durante o cerco de Budapeste e também durante as semanas seguintes, as tropas russas saquearam a cidade livremente. Eles entravam em praticamente todas as habitações, das mais pobres às mais ricas. Eles tiravam tudo o que desejavam, especialmente comida, roupas e objetos de valor... cada apartamento, loja, banco, etc. foi saqueado várias vezes. Mobília e objetos de arte maiores, etc., que não podiam ser retirados, geralmente eram simplesmente destruídos. Em muitos casos, após o saque, as casas também eram incendiadas, causando uma grande perda total... Os cofres bancários foram esvaziados sem exceção - mesmo os cofres britânicos e americanos - e tudo o que foi encontrado foi tomado. | ” |

De acordo com o historiador James Mark, as memórias e opiniões sobre a presença do Exército Vermelho na Hungria são confusas. Os nacionalistas, conservadores e anticomunistas tendem a demonizar os soviéticos por causa das atrocidades cometidas durante a II Guerra Mundial, enquanto que judeus, os esquerdistas e os liberais geralmente minimizam as histórias de crimes soviéticos.

### Iugoslávia
De acordo com o político iugoslavo Milovan Đilas, pelo menos 121 casos de estupro foram documentados, dos quais 111 também envolveram assassinato. Um total de 1.204 casos de saque com assalto também foram documentados. Đilas descreveu estes eventos como "pouco significativos", tendo em mente que o Exército Vermelho cruzou apenas o extremo nordeste da Iugoslávia. Isso causou preocupação nos partisans comunistas iugoslavos, que temiam que histórias de crimes cometidos por seus aliados soviéticos enfraqueceriam sua posição entre a população.
Đilas escreve que, em resposta, o líder partisan iugoslavo Josip Broz Tito convocou o chefe da missão militar soviética, general Korneev, e protestou formalmente. Apesar de ter sido convidado "como camarada", Korneev explodiu contra eles por "tais insinuações" contra o Exército Vermelho. Đilas, que estava presente na reunião, alegou que o exército britânico nunca havia se envolvido em "tais excessos" enquanto libertava outras regiões da Iugoslávia. O general Korneev respondeu gritando: "Eu protesto muito por este insulto ao Exército Vermelho ao compará-lo com os exércitos dos países capitalistas. "
O encontro com Korneev não só "terminou sem resultados", mas também levou Stalin a atacar pessoalmente Đilas durante a seguinte visita deste ao Kremlin. Em lágrimas, Stalin denunciou "o exército iugoslavo e como esta questão foi conduzida." Ele então "falou com agitação sobre os sofrimentos do Exército Vermelho e os horrores que foi forçado a suportar enquanto lutava através de milhares de quilômetros de país devastado." Stalin então climaxou com as palavras:
| “ | E tal exército não foi insultado por ninguém além de Đilas! Đilas, de quem eu menos poderia ter esperado, um homem que eu recebi tão bem! E um exército que não poupou seu sangue por você! Đilas, que ele mesmo é escritor, não sabe o que é o sofrimento humano e o coração humano? Não pode aceitar que um soldado que atravessou milhares de quilômetros através de sangue, fogo e morte divirta-se com uma mulher ou pegue alguma migalha? | ” |

De acordo com Đilas, a recusa soviética de atender aos protestos contra os crimes de guerra do Exército Vermelho na Iugoslávia, enfureceu o governo de Tito e contribuiu para a saída subseqüente da Iugoslávia do bloco soviético.

### Tchecoslováquia
O líder comunista eslovaco Vladimir Clementis reclamou ao marechal Ivan Konev sobre o comportamento das tropas soviéticas na Tchecoslováquia. Em resposta, Konev que argumentou que isto era praticado principalmente por desertores do Exército Vermelho.

### China
Em 9 de Agosto de 1945, a União Soviética declarou uma guerra ao Império de Japão e invadiu o estado fantoche japonês de Manchukuo (Manchúria) na Operação Tempestade de Agosto. Após a ocupação deste território, os soviéticos reclamaram valiosos materiais japoneses e equipamentos industriais na região. Um estrangeiro testemunhou que foi permitido para tropas soviéticas, anteriormente estacionadas em Berlim, "três dias de estupro e pilhagem". A maioria dos habitantes de Mukden tinha partido. Soldados condenados foram então usados para substituí-los; foi testemunhado que eles "roubavam tudo à vista, quebravam banheiras e banheiros com martelos, puxavam fiação elétrica para fora do gesso, provocavam incêndios no piso e queimavam a casa ou pelo menos num grande buraco no chão, e, em geral, se comportavam como completos selvagens".
De acordo com algumas fontes ocidentais, impuseram uma política de saquear e violar civis na Manchúria. As mesmas tropas soviéticas da Alemanha foram enviadas para a Manchúria e saquearam, mataram e estupraram. Em Harbin, os chineses publicaram slogans como "Abaixo o Imperialismo Vermelho! " As forças soviéticas ignoraram os protestos dos líderes dos partidos comunistas chineses contra a prática de estupro em massa e saque.
O historiador russo Konstantin Asmolov argumenta que tais relatos ocidentais de violência soviética contra civis no Extremo Oriente são exageros de incidentes isolados e os documentos da época não apoiam as acusações de crimes em massa. Asmolov também afirma que os soviéticos, ao contrário dos alemães e dos japoneses, processaram seus soldados e oficiais por tais atos.
Crimes contra a humanidade também foram cometidos contra civis japoneses. Por exemplo, o massacre de Gegenmiao foi conduzido pelo exército soviético contra um grupo de cerca de 1.800 mulheres e crianças japonesas que haviam refugiado-se no monastério de Gegenmiao/Koken-miao (葛根廟), em 14 de Agosto de 1945 durante a invasão soviética da Manchúria.

### Japão
O exército soviético cometeu crimes contra a população civil japonesa na Manchúria. E também contra civis e militares rendidos nos estágios finais da Segunda Guerra Mundial durante a invasão do Sul da Sacalina, a invasão das Ilhas Curilas e a evacuação de Karafuto e Curilas.

### Tratamento dos prisioneiros de guerra
Embora a União Soviética não tenha assinado formalmente a Convenção da Haia, considerou-se vinculada às disposições da Convenção. Mesmo assim, tortura, mutilação e assassinato em massa foram freqüentemente realizados.
Ao longo da Segunda Guerra Mundial, o departamento de crimes de guerra da Wehrmacht recolheu e investigou relatórios de crimes contra os prisioneiros de guerra das potências do Eixo.
De acordo com o escritor cubano-americano Alfred-Maurice de Zayas:
| “ | Durante toda a duração da campanha russa, os relatórios de tortura e assassinato de prisioneiros alemães não cessaram. O Departamento de Crimes de Guerra tinha cinco principais fontes de informação: (1) Documentos inimigos capturados, especialmente pedidos, relatórios de operações e folhetos de propaganda. (2) Mensagens de rádio interceptadas. (3) Testemunhos de prisioneiros de guerra soviéticos. (4) Testemunhos de alemães capturados que escaparam. (5) Depoimentos de alemães que viram cadáveres e corpos mutilados de prisioneiros de guerra executados. De 1941 a 1945, o departamento compilou vários milhares de depoimentos, relatórios e documentos capturados que, se nada mais, indicam que o assassinato de prisioneiros de guerra alemães na captura ou logo após o interrogatório não foi uma ocorrência isolada. Documentos relativos à guerra na França, Itália e norte da África contêm alguns relatórios sobre o assassinato deliberado de prisioneiros de guerra alemães, mas não pode haver comparação com o eventos da Frente Oriental. | ” |

Num relatório de Novembro de 1941, o departamento de crimes de guerra da Wehrmacht acusou o Exército Vermelho de empregar:
| “ | Uma política de terrorismo... contra soldados alemães indefesos que caíram em suas mãos e contra membros do corpo médico alemão. Ao mesmo tempo... utilizou os seguintes estratégias de dissimulação: em uma ordem do Exército Vermelho que tem a aprovação do Conselho do Comissariado do Povo, datado de 1 de Julho de 1941, as normas do direito internacional são tornadas públicas, o que o Exército Vermelho no espírito dos regulamentos de Haia sobre a guerra terrestre devem seguir... Esta... A ordem russa provavelmente teve uma distribuição muito pequena, e certamente não foi seguida de qualquer forma. Caso contrário, crimes indescritíveis não teriam ocorrido. | ” |

De acordo com os depoimentos, massacres soviéticos de alemães, italianos, espanhóis e outros prisioneiros de guerra do Eixo foram muitas vezes incitados pela unidade dos Comissários, que afirmou estar agindo sob ordens de Stalin e do Politburo do Partido Comunista da União Soviética. Outras evidências cimentaram a crença do departamento de crimes de guerra de que Stalin havia dado ordens secretas para o massacre de prisioneiros de guerra.
Durante o inverno de 1941-1942, o Exército Vermelho capturou aproximadamente 10.000 soldados alemães por mês, mas a taxa de mortalidade tornou-se tão alta que o número absoluto de prisioneiros diminuiu (ou foi burocraticamente reduzido).
Fontes soviéticas listam as mortes de 474.967 dos 2.652.672 de membros das forças armadas alemãs aprisionados durante a guerra. Dr. Rüdiger Overmans acredita que parece ser totalmente plausível, embora não provável, que pessoal militar alemão adicional listado como desaparecido realmente morreu sob custódia soviética como prisioneiros de guerra, colocando as estimativas do número real de mortes de prisioneiros de guerra alemães na URSS em cerca de 1 milhão.

#### Massacre de Teodósia
Soldados soviéticos raramente se preocupavam em tratar prisioneiros de guerra alemães feridos. Um exemplo particularmente infame ocorreu depois que a cidade de Teodósia (Crimeia) foi recapturada brevemente pelas forças soviéticas em 29 de Dezembro de 1942. 160 soldados feridos haviam sido deixados em hospitais militares pela Wehrmacht em retirada. Depois que os alemães retomaram Teodósia, descobriu-se que os soldados feridos haviam sido massacrados por grupos do Exército Vermelho, da Marinha e NKVD no que ficou conhecido como massacre de Teodósia. Alguns foram mortos em seus leitos hospitalares, outros repetidamente agredidos até a morte, outros ainda foram encontrados do lado de fora das janelas do hospital depois de repetidamente encharcados com água gelada até que morressem de hipotermia.

#### Massacre de Grishchino
O massacre de Grischino foi cometido por uma divisão blindada do Exército Vermelho em Fevereiro de 1943 nas cidades ucranianas orientais de Krasnoarmeyskoye (Pokrovsk), Postyschevo e Grischino (atual Pokrovsk, Ucrânia). A Wehrmacht Untersuchungsstelle, também conhecida como WuSt (autoridade de investigação criminal da Wehrmacht), anunciou que entre as vítimas havia 406 soldados da Wehrmacht, 58 membros da Organisation Todt (incluindo dois cidadãos dinamarqueses), 89 soldados italianos, 9 soldados romenos, 4 soldados húngaros , 15 oficiais civis alemães, 7 trabalhadores civis alemães e 8 voluntários ucranianos.
As cidades foram invadidas pelo 4ª corpo de tanques de guarda na noite entre 10 e 11 de Fevereiro de 1943. Após a retomada pela 5.ª Divisão Panzergrenadier SS Wiking com o apoio da Divisão de Infantaria 333 e da 7ª Divisão Panzer em 18 de Fevereiro de 1943, os soldados da Wehrmacht escobriram inúmeras mortes. Muitos dos corpos foram horrivelmente mutilados, com orelhas e narizes cortados e órgãos genitais amputados e colocados em suas bocas. Os seios de algumas enfermeiras foram cortados, sendo as mulheres brutalmente estupradas. Um juiz militar alemão que estava na cena declarou em entrevista durante a década de 1970 que viu um corpo feminino de pernas abertas com um cabo de vassoura introduzido em seus órgãos genitais. Na adega da estação ferroviária principal, cerca de 120 alemães foram reunidos em um grande depósito e depois metralhados.

#### Pós-guerra
Alguns prisioneiros alemães foram libertados logo após a guerra. Muitos outros, no entanto, permaneceram no Gulag muito depois da rendição da Alemanha Nazista. Em 1946, o general russo Andrey Vlasov, que colaborou com os nazistas comandando o anticomunista pусская освободительная армия (Exército Russo de Libertação), foi executado por traição em Moscou.
Erich Hartmann, o maior ás da aviação na história do combate aéreo com 352 vitórias, permaneceu preso na URSS por dez anos, sendo libertado e devolvido para a Alemanha Ocidental somente em 1955. Entre os mais famosos veteranos de guerra alemães que morreram em cativeiro soviético, esteve o capitão Wilm Hosenfeld, morto devido a ferimentos, possivelmente sob tortura, em um campo de concentração perto de Stalingrado em 1952. Em 2009, o capitão Hosenfeld foi homenageado póstumamente pelo Estado de Israel por salvar judeus, dentre os quais o pianista Władysław Szpilman, durante o Holocausto.

## Guerra fria

### Revolução húngara

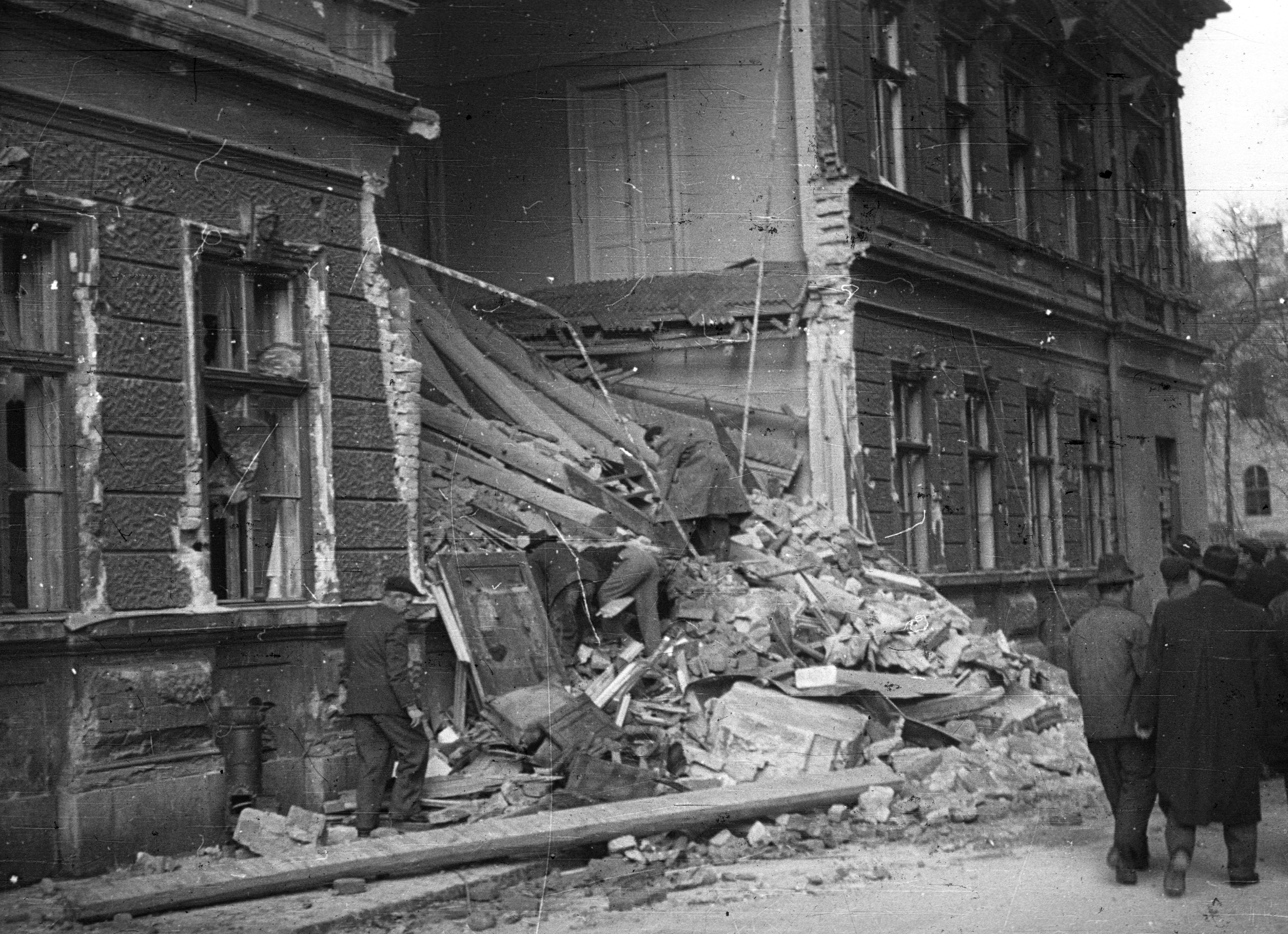
Apartamento destruído em Budapeste durante a invasão soviética em 1956.

De acordo com o relatório das Nações Unidas sobre o problema da Hungria (1957): "Os tanques soviéticos disparavam indiscriminadamente em todos os edifícios de que se acreditavam estar sob fogo". A comissão da ONU recebeu numerosos relatos de morteiros soviéticos e fogo de artilharia em bairros residenciais de Buda, apesar de nenhum tiro de retorno e de "disparos aleatórios em transeuntes indefesos."
De acordo com muitas testemunhas, as tropas soviéticas disparavam contra pessoas que faziam filas fora de lojas. A maioria das vítimas eram mulheres e crianças.

### Tchecoslováquia 1968
Durante a invasão da Tchecoslováquia pelo Pacto de Varsóvia, 72 tchecos e eslovacos foram mortos (19 na Eslováquia), 266 feridos gravemente e outros 436 feridos levemente.

### Afeganistão 1979-1989

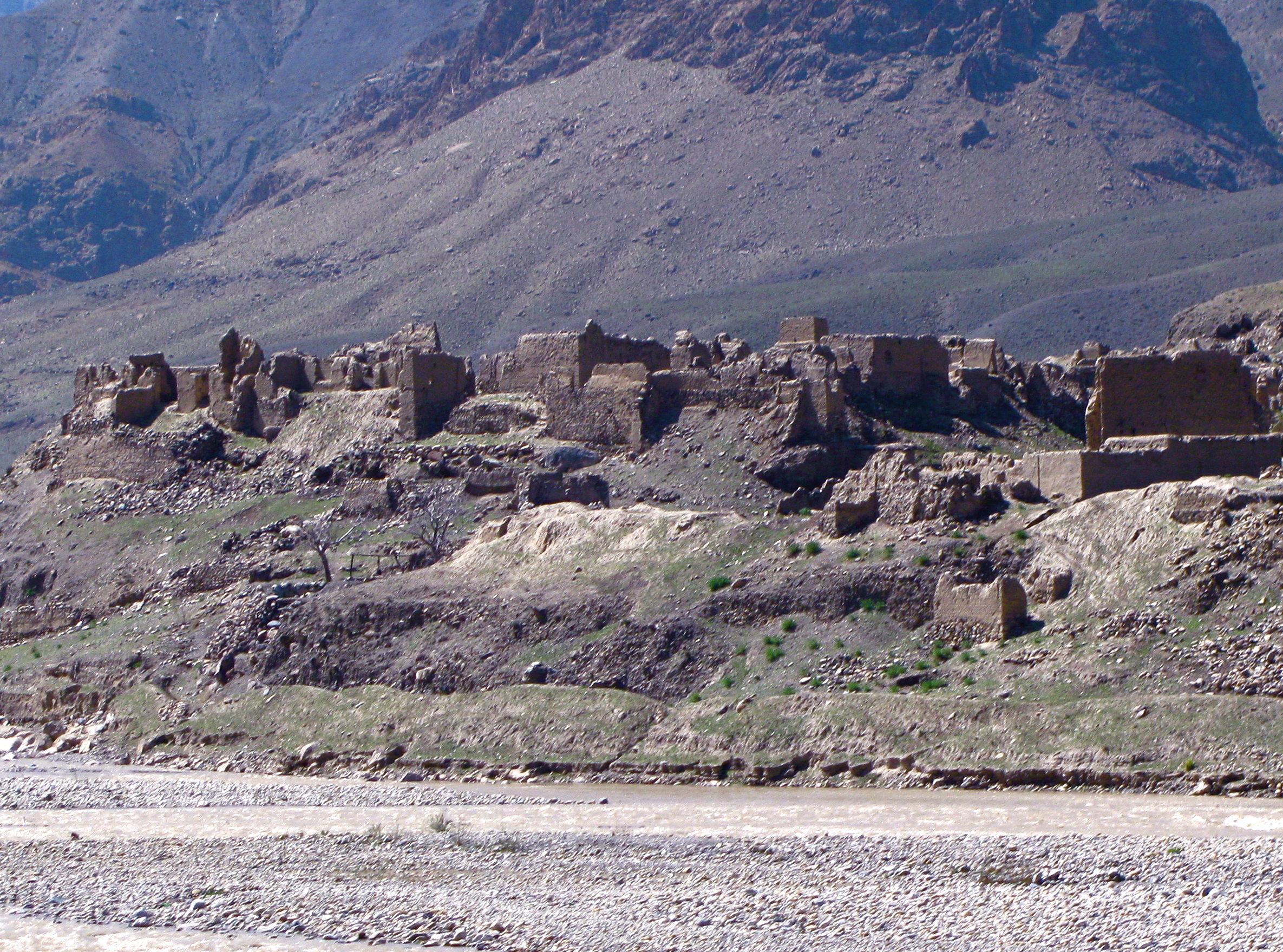
Povoado afegão destruído pelos soviéticos na década de 1980.

Os estudiosos Mohammad Kakar, W. Michael Reisman e Charles Norchi acreditam que a União Soviética foi responsável por um genocídio no Afeganistão. O exército da União Soviética matou grande número de afegãos para suprimir sua resistência. Até 2 milhões de afegãos foram mortos pelas forças soviéticas e seus aliados. Em um incidente notável, o exército soviético cometeu massacre em massa de civis no verão de 1980.
A fim de separar os mujahidin das populações locais e eliminar o seu apoio, o exército soviético matou e expulsou civis e usou táticas de terra arrasada para evitar o seu retorno. Foram empregadas armadilhas, minas terrestres e armas químicas em todo o país. O exército soviético matou indiscriminadamente combatentes e não combatentes para garantir a submissão das populações locais. As províncias de Nangarhar, Gázni, Laghman, Kunar, Zabol, Candaar, Badakhshan, Logar, Paktia e Paktika testemunharam amplos programas de despovoamento pelas forças soviéticas. As forças soviéticas seqüestravam mulheres afegãs em helicópteros enquanto voavam no país em busca de mujahidins. Em Novembro de 1980, muitos desses incidentes ocorreram em diversas partes do país, incluindo Laghman e no distrito de Kama (Nangarhar). Soldados soviéticos e agentes da KHAD (serviço de inteligência afegã) sequestraram mulheres jovens da cidade de Cabul e as áreas de Darul Aman e Khair Khana (Cabul), perto de guarnições soviéticas, para estuprá-las. As mulheres que foram levadas e estupradas por soldados russos foram consideradas "desonradas" por suas famílias se retornassem para casa. Desertores do exército soviético em 1984 também confirmaram as atrocidades das tropas soviéticas contra mulheres e crianças afegãs, afirmando que mulheres afegãs eram estupradas.

### Pressão no Azerbaijão (1988-1991)
Janeiro Negro (em azeri: Qara Yanvar), também conhecido como Sábado Negro ou Massacre de Janeiro, foi uma violenta repressão em Baku, de 19 a 20 de Janeiro de 1990, em conformidade com o estado de emergência decretado durante a dissolução da União Soviética.
Numa resolução de 22 de Janeiro de 1990, o Soviete Supremo da República Socialista Soviética do Azerbaijão declarou que o decreto do Presidium do Soviete Supremo da União Soviética de 19 de Janeiro, usado para impor um estado de emergência em Baku e intervenção militar, constituía um ato de agressão. O Sábado Negro está associado ao renascimento da República do Azerbaijão. Foi uma das ocasiões durante a era Gorbachev, no transcorrer da glasnost e da perestroika, em que a URSS usou a força contra dissidentes.

## Na cultura popular

### Cinema
- The Beast (1988), um filme ambientado durante a guerra do Afeganistão, descreve os crimes de guerra do Exército Vermelho contra os não combatentes civis e a busca de vingança pelo clã Pashtun.
- Katyń (2007), descreve o massacre de Katyn pelos olhos de suas vítimas e as décadas de batalha por suas famílias para descobrir a verdade.
- Charlie Wilson's War (2007), ambientada durante a guerra do Afeganistão, acusa o estado soviético de genocídio sistemático contra civis afegãos. É mencionado que as forças soviéticas não deixam ninguém vivo e estão abatendo o gado para levar o povo afegão à submissão pela fome.
- Anonyma - Eine Frau in Berlin (2008) descreve os ataques sexuais em massa cometidos por soldados soviéticos na zona de ocupação soviética na Alemanha. Baseia-se no diário de Marta Hillers.[143]
- The Admiral (2008), filme ambientado durante a Guerra Civil Russa, descreve soldados e marinheiros vermelhos cometendo numerosos massacres de ex-membros do corpo de oficiais da Marinha Imperial Russa.

### Literatura
- Prussian Nights (1974), um poema de guerra de Alexander Solzhenitsyn. O narrador, um oficial do Exército Vermelho, aprova os crimes das tropas como vingança pelas atrocidades nazistas na Rússia, e espera participar ele próprio da pilhagem. O poema descreve o estupro coletivo de uma mulher polonesa que os soldados do exército vermelho confundiram com uma alemã.[144] De acordo com a crítica do The New York Times, Solzhenitsyn escreveu o poema no estilo métrico tetrâmetro trocaico, "imitando e argumentando com o poeta de guerra russo mais famoso, Vasili Tyorkin, de Aleksandr Tvardovsky".[145]
- Apricot Jam and Other Stories  (2010) de Alexander Solzhenitsyn. Num breve conto sobre as fúteis tentativas do marechal Gueorgui Júkov de escrever suas memórias, o marechal aposentado lembra de servir contra a revolta camponesa na província de Tambov. Ele lembra a chegada de Mikhail Tukhachevsky para assumir o comando da campanha e seu primeiro pronunciamento para seus homens, anunciando que a guerra total e as táticas de terra arrasada devem ser usadas contra civis que ajudam ou simpatizam com os rebeldes camponeses. Júkov lembra orgulhosamente como as táticas de Tukhachevsky foram adotadas e conseguiram quebrar o levante. No processo, no entanto, eles virtualmente despovoaram a zona rural do país.
- A Man without Breath (2013) de Philip Kerr. Um thriller da série de novelas Bernie Gunther de 1993, que aprofunda as investigações do departamento de crimes de guerra da Wehrmacht sobre crimes de guerra soviéticos. Kerr observou que o departamento continuou a existir até 1945. Foi escrito um livro com o mesmo nome por Alfred-Maurice de Zayas, publicado pela University of Nebraska Press em 1979.[146]

### Arte
Em 12 de Outubro de 2013, o estudante de arte polonês de 26 anos, Jerzy Bohdan Szumczyk, ergueu uma estátua móvel ao lado do memorial soviético da Segunda Guerra Mundial na cidade polonesa de Gdańsk. A estátua representava um soldado soviético tentando estuprar uma mulher grávida puxando-a pelos cabelos com uma mão enquanto que, com a outra, empurra uma pistola em sua boca. As autoridades removeram o trabalho artístico porque fora exibido sem autorização formal, mas despertou grande interesse em muitas publicações on-line. O ato provocou uma reação irritada do embaixador russo na Polônia.

### Em alemão
- YouTube - Vídeos: Report of an eye witness: Erika Morgenstern, who survived Königsberg 1945 as a child. (Parte 1, Parte 2, Parte 3). Acessado em 2 de Julho de 2018.

### Em inglês
- The forgotten victims of WWII: Masculinities and rape in Berlin, 1945, James W. Messerschmidt, University of Southern Maine. Acessado em 28 de agosto de 2017.
- Book Review: A Woman in Berlin: Eight Weeks in the Conquered City, ISBN 0805075402 Acessado em 28 de agosto de 2017.
- Laws of War: Laws and Customs of War on Land (Hague IV); October 18, 1907  Acessado em 28 de agosto de 2017.
- Swiss legation report of the Russian invasion of Hungary in the spring of 1945 Acessado em 28 de agosto de 2017.
- German rape victims find a voice at last, Kate Connolly, The Observer, June 23, 2002 Acessado em 28 de agosto de 2017.
- "They raped every German female from eight to 80", Antony Beevor, The Guardian, 1 May 2002 Acessado em 28 de agosto de 2017.
- Excerpt, Chapter one The Struggle for Europe: The Turbulent History of a Divided Continent 1945–2002 – William I. Hitchcock – 2003 – ISBN 0385497989 (The occupation of East Prussia) Acessado em 28 de agosto de 2017.
- Description of the atrocities of the Red Army in East Prussia, quotations from Ilya Ehrenburg, poems by anticruelty Red Army officers and details of suicides and rapings of German women and children in East Prussia. Acessado em 28 de agosto de 2017.
- Book Review: The Siege of Budapest: 100 Days in World War II Acessado em 28 de agosto de 2017.
- HNet review of The Russians in Germany: A History of the Soviet Zone of Occupation, 1945–1949. Acessado em 28 de agosto de 2017.
- Mark Ealey: As World War II entered its final stages the belligerent powers committed one heinous act after another History News Network (Focus on the Asian front) Acessado em 28 de agosto de 2017.
- 27 Jan 2002 on-line article regarding author Antony Beevor's references to Soviet rapes in Germany Acessado em 28 de agosto de 2017.

### Em português
- O Povo - Pesquisa sobre violência sexual na Segunda Guerra só está no começo. 7 de Março de 2015, do Deutsche Welle. Acessado em 28 de agosto de 2017.
- Causa Nacional - A barbárie em Berlim. Igor Fuser. Acessado em 28 de agosto de 2017.
- BBC Brasil - 70 anos após fim da guerra, estupro coletivo de alemãs ainda é episódio pouco conhecido. Lucy Ash, 8 de Maio de 2015. Acessado em 28 de agosto de 2017.
- Gazeta Russa - Filme alemão sobre Segunda Guerra Mundial choca russos.  Elena Novosiólova, 9 de Maio de 2013. Acessado em 28 de agosto de 2017.